# Rokîta, Stara Vîjivka
Rokîta (în ucraineană Рокита) este un sat în comuna Dubecine din raionul Stara Vîjivka, regiunea Volînia, Ucraina.

## Demografie
Componența lingvistică a localității Rokîta
     Ucraineană (99,88%)
     Alte limbi (0,12%)
Conform recensământului din 2001, majoritatea populației localității Rokîta era vorbitoare de ucraineană (99,88%), existând în minoritate și vorbitori de alte limbi.